# فابيانو بلترام
فابيانو بلترام هو لاعب كرة قدم برازيلي في مركز الدفاع، ولد في 29 أغسطس 1982 في فوز دو إيغواسو في البرازيل. لعب مع برسيجا جاكارتا ونادي آريما كرونوس.

## وصلات خارجية
- فابيانو بلترام على موقع قاعدة بيانات كرة القدم.إي يو (الإنجليزية)
- فابيانو بلترام على موقع Soccerway.com (الإنجليزية)